# Sông Ba Chẽ
Sông Ba Chẽ là một trong những con sông lớn tại tỉnh Quảng Ninh
Sông được bắt nguồn từ thành phố Hạ Long, chảy quanh co theo hướng đông bắc sang huyện Ba Chẽ và theo hướng đông từ xã Thanh Lâm, Ba Chẽ chảy qua thị trấn Ba Chẽ đổ ra biển
Sông có chiều dài khoảng 80 km, đoạn thượng lưu dốc, nhiều ghềnh thác. Từ thị trấn Ba Chẽ ra biển lòng sông rộng dần.